# Ludwig Reichert (Politiker, 1840)

Ludwig Karl Philipp(?) Reichert (1840–1909). Photographie von Leopold Haase & Comp., Berlin. um 1881

Ludwig Karl (Philipp?) Reichert (* 11. April 1840 in Herbstadt; † 16. Juni 1909 ebenda) war Landwirt und Mitglied des Deutschen Reichstags.

## Leben
Die Angaben in der Literatur bezüglich seines Vornamens sind nicht eindeutig. Die Datenbank der deutschen Parlamentsabgeordneten (Basis sind dort die Parlamentsalmanache/Reichstagshandbücher 1867–1938) verwendet „Ludwig“, Heinrich Best „Ludwig Karl“, die Parlamentsdatenbank des Hauses der Bayerischen Geschichte „Ludwig Karl (Philipp?)“. Gemäß Geburts- und Sterbeurkunde soll der amtliche Name „Ludwig Philipp“ gelautet haben.
Ludwig Philipp Reichert war katholischer Konfession und besuchte die Volksschule in Herbstadt. Er widmete sich seinem landwirtschaftlichen Betrieb, war Bürgermeister seines Heimatortes und seit dem 1. Januar 1870 Distriktrat.
Von 1878 bis 1893 war er Mitglied des Deutschen Reichstags für den Wahlkreis Unterfranken 4 (Kissingen) und die Deutsche Zentrumspartei. Zwischen 1887 und 1892 war er zugleich Mitglied der Bayerischen Kammer der Abgeordneten für den Wahlkreis Neustadt an der Saale. Im Landtag gehörte er dem Ausschuss zur Berathung des Gesetzentwurfes, betr. die Besteuerung des Branntweins und dem Ausschuss zur Berathung des Gesetzentwurfes, den Malzaufschlag betr. an.